# Klagen des Bauern
Die Klagen des Bauern (Erzählung vom beredten Bauern, Der redselige Oasenmann, Bauerngeschichte und ähnlich) sind ein mittelägyptisches Literaturwerk, das in der Ersten Zwischenzeit spielt und auf sechs Papyrusbruchstücken überliefert ist.

## Entstehung
Die Abfassungszeit des Werkes wurde bisher meist in die Erste Zwischenzeit oder das frühe Mittleren Reich datiert. Die neuere Forschung tendiert aber zur 12. Dynastie. Die Klagen des Bauern waren noch in der Ramessidenzeit bekannt.

## Inhalt
Der niedrig gestellte Bauer Chui-ni-Anup (auch Chu-en Anubis) zieht von seinem Wohnort, dem Wadi Natrun aus ins Niltal, um dort Produkte zu verkaufen. Im Niltal wird er unter fadenscheinigen Vorwänden vom leibeigenen Pächter Thot-Nacht oder, nach anderen Handschriften, Nemti-Nacht, seiner gesamten Habe beraubt. Chui-ni-Anup geht daraufhin nach Herakleopolis und wendet sich an Rensi, den Besitzer und Vorgesetzten des Nemti-Nacht und Obervermögensverwalter des Königs. Rensi berät sich mit seinen „Räten“ und lässt die Bitte des Chui-ni-Anup unbeantwortet. Daraufhin beginnt der Bauer, Klagereden gegen Rensi zu erheben, in denen er die Maat, Ordnung, Recht und Unrecht erörtert und Rechtsgleichheit zwischen Arm und Reich voraussetzt. Nach der ersten Rede antwortet Rensi nicht, berichtet aber dem König Nebkaure Cheti darüber. Dieser ordnet aus Interesse an, die Reden des Bauern weiterhin unbeantwortet zu lassen und sie für sich aufzuzeichnen, und andererseits für den Lebensunterhalt des Bauern zu sorgen. Nach der dritten Rede glaubt der Bauer, sich durchgesetzt zu haben und wird dafür mit Prügeln bestraft, in den nächsten Tagen fährt er mit weiteren Reden fort. Zum Schluss der neunten und letzten Rede hält er die Lage schließlich für ganz aussichtslos und wünscht sich selbst den Tod, um sich bei dem Totengott Anubis über Rensi zu beschweren. Schließlich wird ihm Recht gegeben, Rensi lässt ihm seine Reden vorlesen und sie dann dem interessierten König übergeben; Thot-nacht wird mit seinem gesamten Besitz an Chui-ni-Anup übergeben. Der letzte Rest der Geschichte ist nicht mehr erhalten.